# Someday You'll Return
Someday You'll Return es un videojuego de terror psicológico desarrollado por la compañía checa CBE Software que salió para Microsoft Windows, PlayStation 4 y Xbox One en 2019. El videojuego se inspira en otros como la franquicia Silent Hill, Outlast 2, The Vanishing of Ethan Carter o Resident Evil 7: Biohazard. Sus desarrolladores lo describieron como un juego ambientado en la región de Moravia (República Checa).

## Sinopsis
La hija de Daniel, Stela, se ha ido de casa y Daniel se dispone a rastrearla con un GPS. Durante todo el juego Daniel deberá buscarla en un lugar donde Daniel pasó una gran parte de su infancia, un sitio al que juró no volver a pisar después de haber experimentado algunos eventos horribles.

## Recepción
El videojuego se dio a conocer en la Reboot Develop de 2018. En dicha edición, en los premios que se reparte, ganó el premio al Juego del año en la categoría indie, así como el de Efectos especiales. Recibió otras nominaciones a Mejor juego y Selección especial.